# Prix Femina essai
Pour les articles homonymes, voir Femina.
Le prix Femina essai est un prix littéraire français attribué à un essai. Il a remplacé en 1999 le prix Femina Vacaresco.

## Liste des lauréats
| Année |  | Auteur                                 | Ouvrage                                                                        | Éditeur (xe fois) | Notes                                                                  |
| ----- |  | -------------------------------------- | ------------------------------------------------------------------------------ | ----------------- | ---------------------------------------------------------------------- |
| 1999  |  | Michel Del Castillo                    | Colette, une certaine France                                                   | Gallimard         |                                                                        |
| 2000  |  | Robert Badinter                        | L'Abolition                                                                    |                   | [ 2 ]                                                                  |
| 2001  |  | Elvire de Brissac                      | Ô dix-neuvième !                                                               | Grasset           | Biographie croisée d'Eugène Schneider et d'Alphonse de Lamartine       |
| 2002  |  | Michael Barry                          | Massoud                                                                        | Louis Audibert    |                                                                        |
| 2003  |  | Jean Hatzfeld                          | Une saison de machettes                                                        | Seuil             |                                                                        |
| 2004  |  | Roger Kempf                            | L'Indiscrétion des frères Goncourt                                             | Grasset (2)       |                                                                        |
| 2005  |  | Thérèse Delpech                        | L'Ensauvagement. Le retour de la barbarie au XXIe siècle                       | Grasset (3)       |                                                                        |
| 2006  |  | Claude Arnaud                          | Qui dit je en nous ? Une histoire subjective de l'identité                     | Grasset (4)       |                                                                        |
| 2007  |  | Gilles Lapouge                         | L'Encre du voyageur                                                            | Albin Michel      |                                                                        |
| 2009  |  | Michelle Perrot                        | Histoire de chambres                                                           | Seuil (2)         |                                                                        |
| 2010  |  | Jean-Didier Vincent                    | Élisée Reclus : géographe, anarchiste, écologiste                              | Robert Laffont    |                                                                        |
| 2011  |  | Laure Murat                            | L'Homme qui se prenait pour Napoléon : Pour une histoire politique de la folie | Gallimard (2)     |                                                                        |
| 2012  |  | Tobie Nathan                           | Ethno-roman                                                                    | Grasset (5)       |                                                                        |
| 2013  |  | Jean-Paul Enthoven et Raphaël Enthoven | Dictionnaire amoureux de Marcel Proust                                         | Plon              |                                                                        |
| 2014  |  | Paul Veyne                             | Et dans l'éternité je ne m'ennuierai pas                                       | Albin Michel (2)  |                                                                        |
| 2015  |  | Emmanuelle Loyer                       | Claude Lévi-Strauss                                                            | Flammarion        | Biographie                                                             |
| 2016  |  | Ghislaine Dunant                       | Charlotte Delbo, la vie retrouvée                                              | Grasset (6)       |                                                                        |
| 2017  |  | Jean-Luc Coatalem                      | Mes pas vont ailleurs                                                          | Stock             |                                                                        |
| 2018  |  | Élisabeth de Fontenay                  | Gaspard de la nuit                                                             | Stock (2)         |                                                                        |
| 2019  |  | Emmanuelle Lambert                     | Giono, furioso                                                                 | Stock (3)         | Mention spéciale à Michel Desmurget pour La Fabrique du crétin digital |
| 2020  |  | Christophe Granger                     | Joseph Kabris ou les Possibilités d'une vie                                    | Anamosa (1)       | Prix spécial à Charif Majdalani pour Beyrouth 2020                     |
| 2021  |  | Annie Cohen-Solal                      | Un étranger nommé Picasso                                                      | Fayard (1)        |                                                                        |
| 2022  |  | Annette Wieviorka                      | Tombeaux : Autobiographie de ma famille                                        | Seuil (3)         |                                                                        |
| 2023  |  | Hugo Micheron                          | La Colère et l'Oubli : Les démocraties face au jihadisme européen              | Gallimard (3)     |                                                                        |
| 2024  |  | Paul Audi                              | Tenir tête                                                                     | Stock (4)         |                                                                        |